# غار درمره ۱
غار درمره ۱ مربوط به دوران پارینه‌سنگی است و در شهرستان کوهدشت، بخش مرکزی، دهستان گل گل، روستای بره سید احمد واقع شده و این اثر در تاریخ ۷ اسفند ۱۳۸۶ با شمارهٔ ثبت ۲۱۳۶۷ به‌عنوان یکی از آثار ملی ایران به ثبت رسیده است.